# Лавиярви (посёлок)
Ла́виярви (фин. Lavijärvi) — посёлок в составе Хаапалампинского сельского поселения Сортавальского района Республики Карелии.

## Общие сведения
Расположен на берегу озера Куоккаярви в 4 км от станции Куокканиэми.

## Население
| 2002 | 2009 | 2010 | 2013 |
| ---- | ---- | ---- | ---- |
| 28   | ↘25  | ↘17  | ↗20  |